# ایزو تاناکا
ایزو تاناکا (انگلیسی: Eizō Tanaka؛ ۳ نوامبر ۱۸۸۶ – ۱۳ ژوئن ۱۹۶۸) کارگردان فیلم، فیلم‌نامه‌نویس، و بازیگر اهل ژاپن بود.